# Восточное сельское поселение (Татарстан)
Восточное се́льское поселе́ние — муниципальное образование в Бугульминском районе Татарстана Российской Федерации.
Административный центр — посёлок Восточный.

## История
Статус и границы сельского поселения установлены Законом Республики Татарстан от 31 января 2005 года № 18-ЗРТ «Об установлении границ территорий и статусе муниципального образования "Бугульминский муниципальный район" и муниципальных образований в его составе».

## Население
| 2010 | 2011 | 2012 | 2013 | 2014 | 2015 | 2016 |
| ---- | ---- | ---- | ---- | ---- | ---- | ---- |
| 797  | ↘796 | ↘786 | ↘776 | →776 | ↘769 | ↘767 |
| 2017 | 2018 |      |      |      |      |      |
| ↘757 | ↘745 |      |      |      |      |      |

## Состав сельского поселения
| № | Населённый пункт | Тип населённого пункта          | Население |
| - | ---------------- | ------------------------------- | --------- |
| 1 | Восточный        | посёлок, административный центр |           |
| 2 | Еновка           | деревня                         |           |